# 亚斯莫斯
亚斯莫斯（希臘語：Ίασμος）是希腊东马其顿和色雷斯大区罗多彼专区的市镇，行政中心为亚斯莫斯镇。市镇面积为485.3平方公里，2021年人口数量为12,247人。
现今范围的市镇设立于2011年地方政府改革中，由原3个市镇合并而成，原市镇则成为此市镇的3个市区。亚斯莫斯市区（即原亚斯莫斯市镇）的面积为221.8平方公里，2021年人口数量为4,974人。